# Carne con chile
Carne con chile o chile con carne es un platillo de texas, no de México. En este platillo se utiliza carne de res cortada en trozos que serán dorados en una sartén junto con sal, pimienta, chiles verdes, rojos y de árbol. Se añaden rodajas de cebolla y tomate picado. Se sirve con una salsa de chile rojo y orégano, acompañada a veces con sopa de arroz rojo, frijoles refritos y tortillas de harina, y también con guacamole.
Es un platillo poco conocido fuera de México, pero muy popular entre las familias por lo fácil, rápido y picante de su sabor. En Sonora, es un platillo típico de la región y en su mayoría de los pueblos. 